# Strzelno-Południe (gmina)
Strzelno-Południe – dawna gmina wiejska istniejąca w latach 1934–1954 w woj. poznańskim/bydgoskim (dzisiejsze woj. kujawsko-pomorskie). Siedzibą władz gminy było Strzelno, które jednak nie wchodziło w jej skład (gmina miejska).
Gmina zbiorowa Strzelno-Południe została utworzona 1 sierpnia 1934 roku w powiecie mogileńskim w woj. poznańskim z dotychczasowych jednostkowych gmin wiejskich: Berlinek, Bielsko, Cieńcisko, Dobsko, Gaj, Jeziora Małe, Jeziora Wielkie, Kijewice, Krzywekolano, Kuśnierz, Łąkie, Młynice, Młyny, Nowawieś, Nożyczyn, Ostrowo p. Gębicami, Piątnice, Podbielsko, Pomiany, Rzeszyn, Siedlimowo, Sierakowo, Wola Kożuszkowa, Wojcin, Wronowy i Zbytowo (oraz z obszarów dworskich położonych na tych terenach lecz nie wchodzących w skład gmin).
Po wojnie gmina zachowała przynależność administracyjną. 6 lipca 1950 roku gmina Strzelno-Południe wraz z powiatem mogileńskim została przyłączona do woj. bydgoskiego (które równocześnie zmieniło nazwę z pomorskiego na bydgoskie). Według stanu z dnia 1 lipca 1952 roku gmina składała się z 28 gromad: Berlinek, Bielsko, Cieńcisko, Gaj, Golejewo, Jeziora Wielkie, Kijewice, Kościeszki, Krzywekolano, Kuśnierz, Łąkie, Miradz, Mirosławice, Młynice, Młyny, Nowawieś, Nożyczyn, Ostrowo pod Gębicami, Piątnice, Pomiany, Rzeszyn, Rzeszynek, Siedlimowo, Sierakowo, Wola Kożuszkowa, Wójcin, Wronowy i Zbytowo.
Gmina została zniesiona 29 września 1954 roku wraz z reformą wprowadzającą gromady w miejsce gmin. Jednostki nie przywrócono 1 stycznia 1973 roku po reaktywowaniu gmin, powstała jednak gmina Strzelno, obejmująca obszary dawnych gmin Strzelno-Południe i Strzelno-Północ; część obszaru dawnej gminy Strzelno-Południe weszło także w skład nowej gminy Jeziora Wielkie.